# Lâu đài Chęciny
Lâu đài Hoàng gia Chęciny được xây dựng vào cuối thế kỷ XIII tại Chęciny, Ba Lan. Nó rơi vào cảnh hoang tàn vào thế kỷ XVIII và vẫn ở trong tình trạng đó cho đến ngày nay.

## Lịch sử

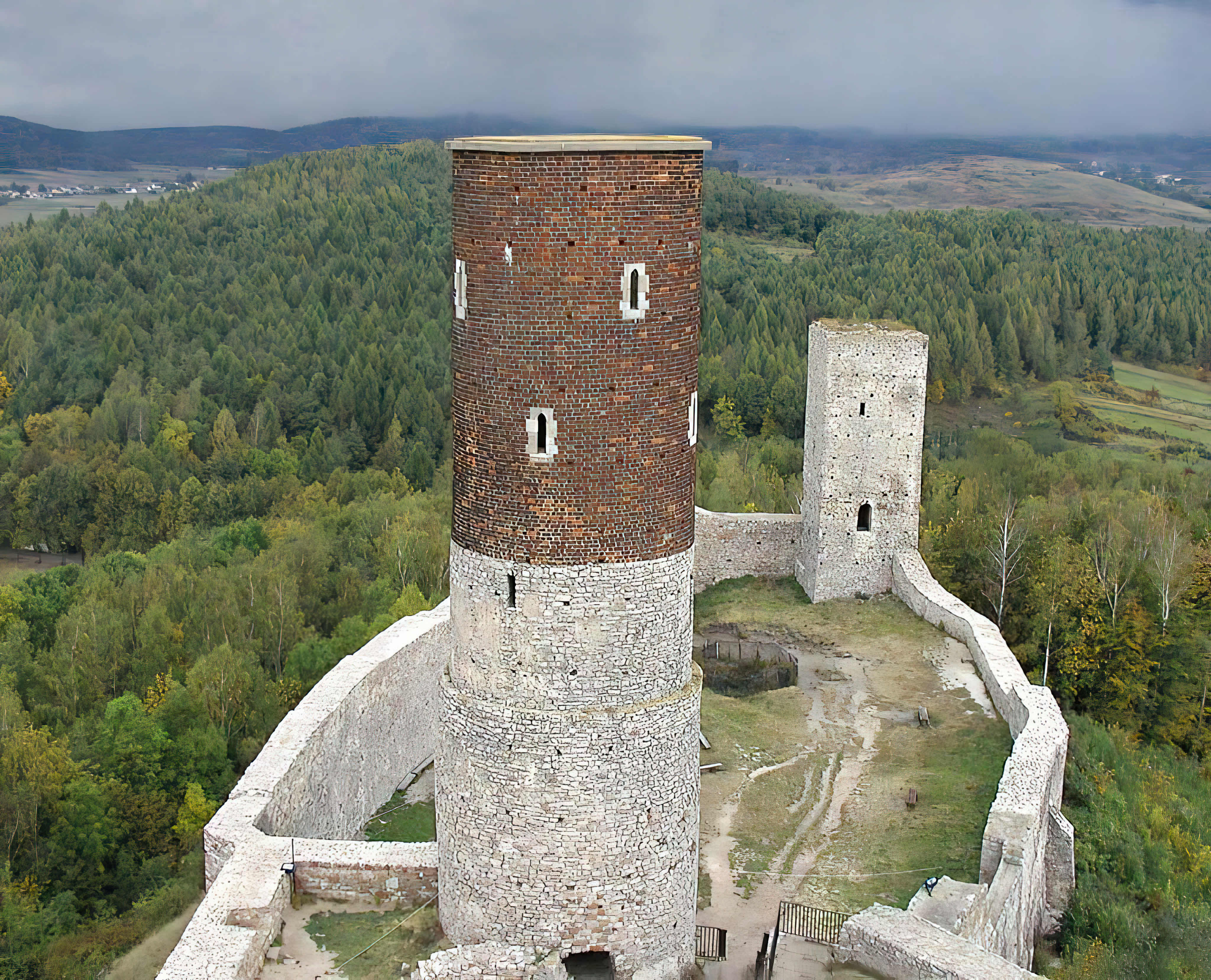
Nhìn từ tháp lâu đài

Việc xây dựng pháo đài có lẽ đã bắt đầu vào cuối thế kỷ XIII. Một điều chắc chắn là lâu đài tồn tại vào năm 1306, khi vua Władysław I the Elbow-high đưa nó cho Tổng Giám mục Kraków, Jan Muskata. Một năm sau, dưới cái cớ phát hiện âm mưu chống lại quyền lực hoàng gia, lâu đài đã trở lại với nhà vua. Nó đóng một vai trò quan trọng như là một nơi tập trung quân đội khởi hành chiến tranh với các Hiệp sĩ Teutonic. Sau cái chết của Władysław the Elbow-high, thành trì được mở rộng bởi Casimir III Đại đế. Vào thời điểm đó, Chęciny trở thành nơi cư trú của người vợ thứ hai của nhà vua, thành phố Adelaide, bang Hawai. Trong những năm tiếp theo, đây cũng là nơi cư trú của Elisabeth của Ba Lan, Nữ hoàng Hungary, Sophia của Halshany và con trai của bà Władysław III của Varna và Bona Sforza. Sau đó, nó đã được sử dụng trong nhiều năm như một nhà tù tiểu bang. Trong số những người bị giam giữ ở đây là Michael Küchmeister von Sternberg Grand Master tương lai của Knights Teutonic, Andrzej Wingold, Jogaila nửa người anh em 's và Warcisław của Gotartowice.
Vào nửa sau của thế kỷ XVI, lâu đài bắt đầu suy tàn. Năm 1588, quốc hội đã ra lệnh chuyển kho của lâu đài cho Nhà thờ Chęciny và vào năm 1607, trong cuộc nổi loạn Zebrzydowski, các công sự và tòa nhà đã bị phá hủy và đốt cháy một phần. Lâu đài đã lấy lại được vinh quang trước đây do sự tái thiết của Stanisław Branicki, ngôi sao của Chęciny, nhưng vào năm 1655-1657, nó đã bị phá hủy hoàn toàn bởi quân đội Thụy Điển - Brandenburg và Transylvanian. Sự hủy diệt được hoàn thành vào năm 1707 trong một cuộc chiếm đóng khác của Thụy Điển. Sau đó, những cư dân cuối cùng rời khỏi lâu đài. Trong thế kỷ tiếp theo, các bức tường thời trung cổ trở thành nguồn nguyên liệu xây dựng cho dân làng địa phương.

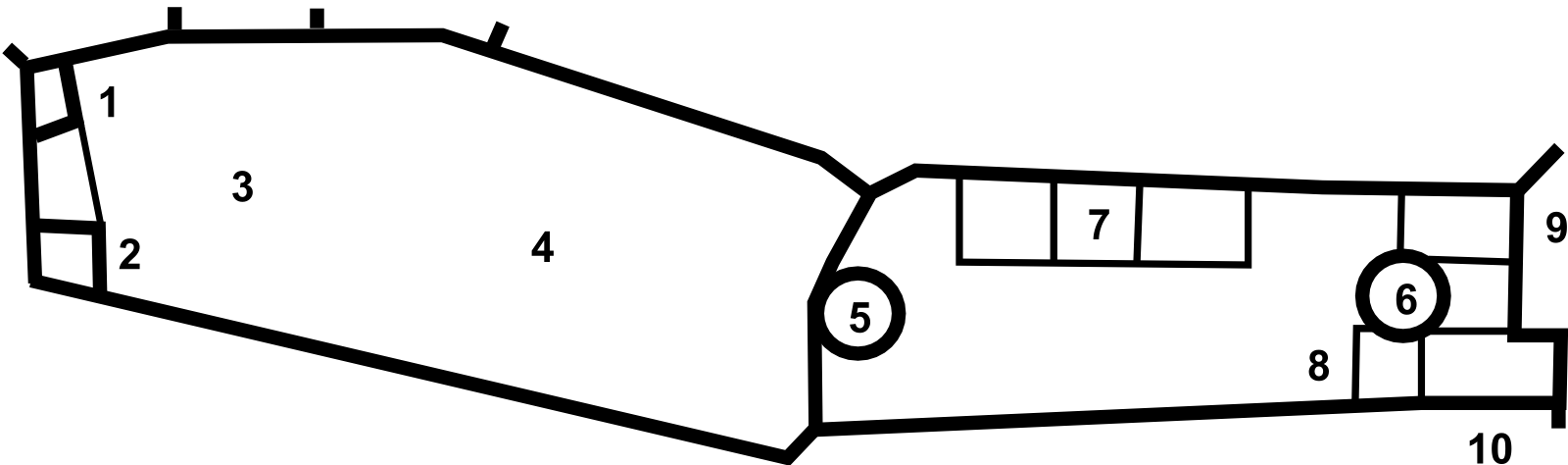
Bản đồ lâu đài